# Аймут
А́ймут (англ. Eyemouth, буквально — Устье реки Ай) — город в Шотландии в области Скоттиш-Бордерс. Численность населения около  3 420 человек (2004 год).
Название города происходит от его местоположения в устье реки Ай (англ. Eye,). Береговая линия Беруикшир состоит из высоких скал над глубокой чистой водой с песчаными бухтами и живописными гаванями. Рыбный порт Аймут проводит ежегодный фестиваль Herring Queen (Королева Сельди).